# Hohl (Mömbris)

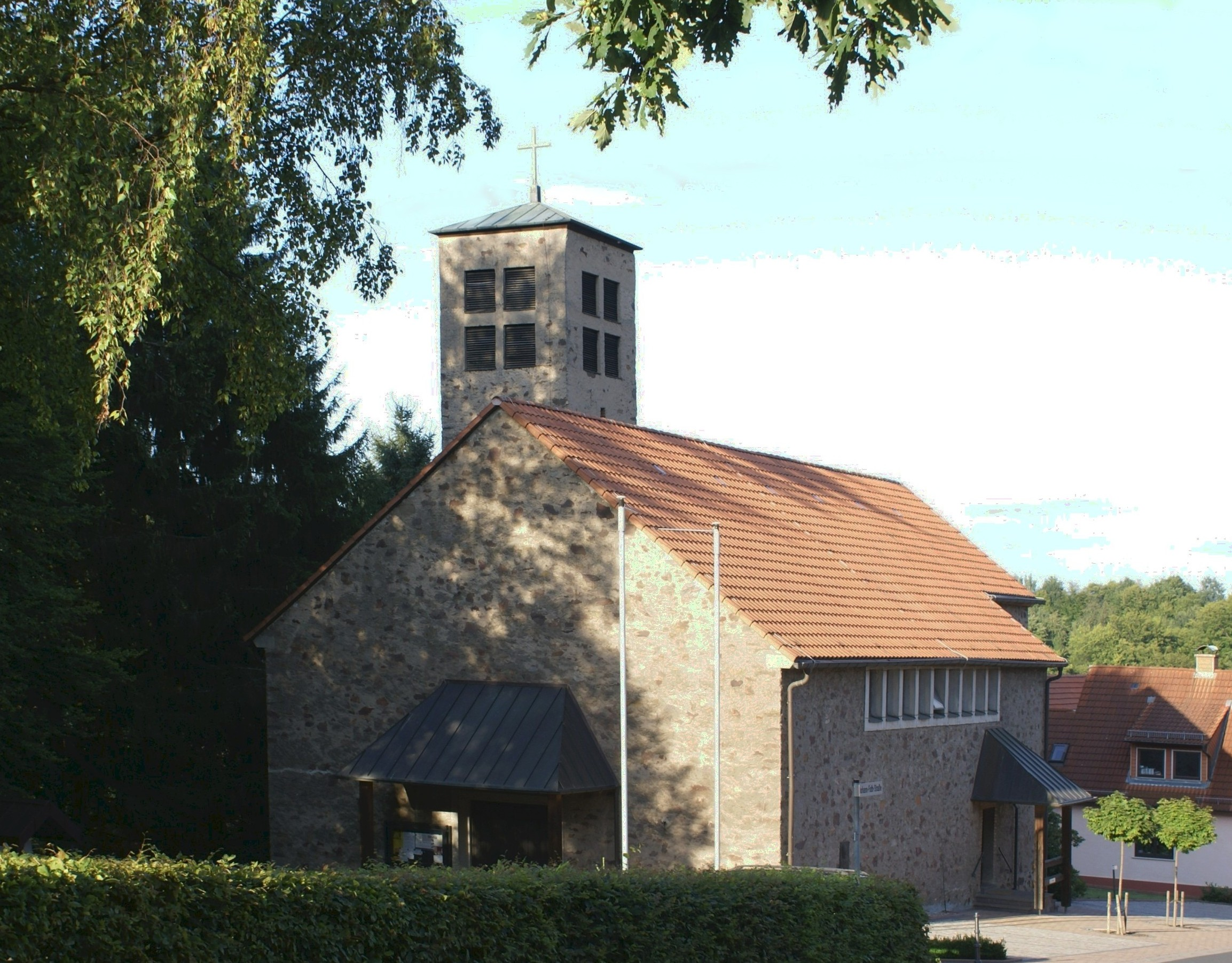
Die Pfarrkirche St. Mariä Heimsuchung in Hohl

Hohl ist ein Gemeindeteil des Marktes Mömbris im unterfränkischen Landkreis Aschaffenburg in Bayern.

## Geographie
Das Kirchdorf Hohl befindet sich am Rande des Spessarts zwischen Rothengrund und Hörstein im sogenannten „Hutzelgrund“. Der Ort hatte im Januar 2022 443 Einwohner und liegt auf 286 m ü. NHN unterhalb der zum Hahnenkammrücken gehörenden Berge Stempelhöhe und Rabengrundkopf. Nordöstlich von Hohl befinden sich hinter dem Berg Scharfenstein die Dörfer Molkenberg, Angelsberg und Gunzenbach. Im Süden liegt der Ort Reichenbach.
Hohl liegt an der Staatsstraße 2443, die von Dettingen zur Heimbacher Mühle führt. Die Straße teilt Hohl in eine Nord- und eine Südhälfte. Die beiden Ortsteile gehörten nicht immer zusammen. Die Südhälfte war bis 1974 selbständig und bildet heute die Gemarkung Hohl. Der Nordteil liegt auf der Gemarkung des Gemeindeteils Mömbris.
Der topographisch höchste Punkt der Dorfgemarkung befindet sich nördlich von Rückersbach mit 399 m ü. NHN (Lage), der niedrigste liegt am Hohlenbach auf 230 m ü. NHN (Lage).

### Nachbargemarkungen
Folgende Gemarkungen grenzen an das Ortsgebiet von Hohl:
|  | Mömbris (mit Gunzenbach)                    |             |
|  | Kompassrose, die auf Nachbargemeinden zeigt |             |
|  | Rückersbach                                 | Reichenbach |

## Name
Der Name Hohl geht auf das alte Wort hol zurück und bedeutet Ort an der Hohle.

## Geschichte

### Mittelalter
Im Mittelalter gehörte Hohl zum Gericht Mömbris, das wiederum Teil des Freigerichts Alzenau war. Das Freigericht war zwar reichsunmittelbar, aber das Reich verpfändete oder vergab das Gebiet immer wieder. So wechselten die Landesherren, zu denen die Herren und späteren Grafen von Hanau, die Herren von Randenburg und die Herren von Eppstein zählten.

### Neuzeit
Im Jahr 1500 belehnte der römisch-deutsche König Maximilian I. den Erzbischof von Mainz und den Grafen von Hanau-Münzenberg gemeinsamen mit dem Freigericht, das sie nun als Kondominat verwalteten. Da im Freigericht auch zur Zeit des Kondominats die kirchliche Jurisdiktion bei den Erzbischöfen von Mainz verblieb, konnte sich die Reformation – im Gegensatz zur Grafschaft Hanau-Münzenberg – hier nicht durchsetzen. Hohl blieb römisch-katholisch.
Mit Graf Johann Reinhard III. starb 1736 der letzte männlicher Vertreter des Hauses Hanau. Erbe des hanau-münzenberger Landesteils war aufgrund eines Vertrages der Landgraf von Hessen-Kassel. Ob sich sein Erbe auch auf den Hanauer Anteil an dem Kondominat erstreckte, war in den folgenden Jahren zwischen Kurmainz und Hessen-Kassel heftig umstritten. Der Streit endete in einem Kompromiss, dem „Partifikationsrezess“ von 1740, der eine Realteilung des Kondominats vorsah. Es dauerte allerdings bis 1748, bis der Vertrag umgesetzt war. Hohl fiel dadurch Kurmainz zu.
Hohl wurde laut Reichsdeputationshauptschluss 1803 ein Teil des neugebildeten Fürstentums Aschaffenburg des Fürstprimas von Dalberg, mit welchem er 1814 (damals ein Departement des Großherzogtums Frankfurt) schließlich an Bayern fiel.
Der Nordteil von Hohl gehörte schon seit langer Zeit zum Markt Mömbris und trug den Namen Mömbris-Hohl. Die Südhälfte war vor 1974 eine unabhängige Gemeinde im Landkreis Alzenau in Unterfranken mit eigenem Bürgermeister und wurde damals Johannesberg-Hohl genannt. Dort befinden sich der Stützpunkt der Freiwilligen Feuerwehr und die 1957 erbaute Pfarrkirche St. Mariä Heimsuchung. Seit dem 1. Januar 1974 gehört Hohl insgesamt zum Markt Mömbris.

## Lourdesgrotte

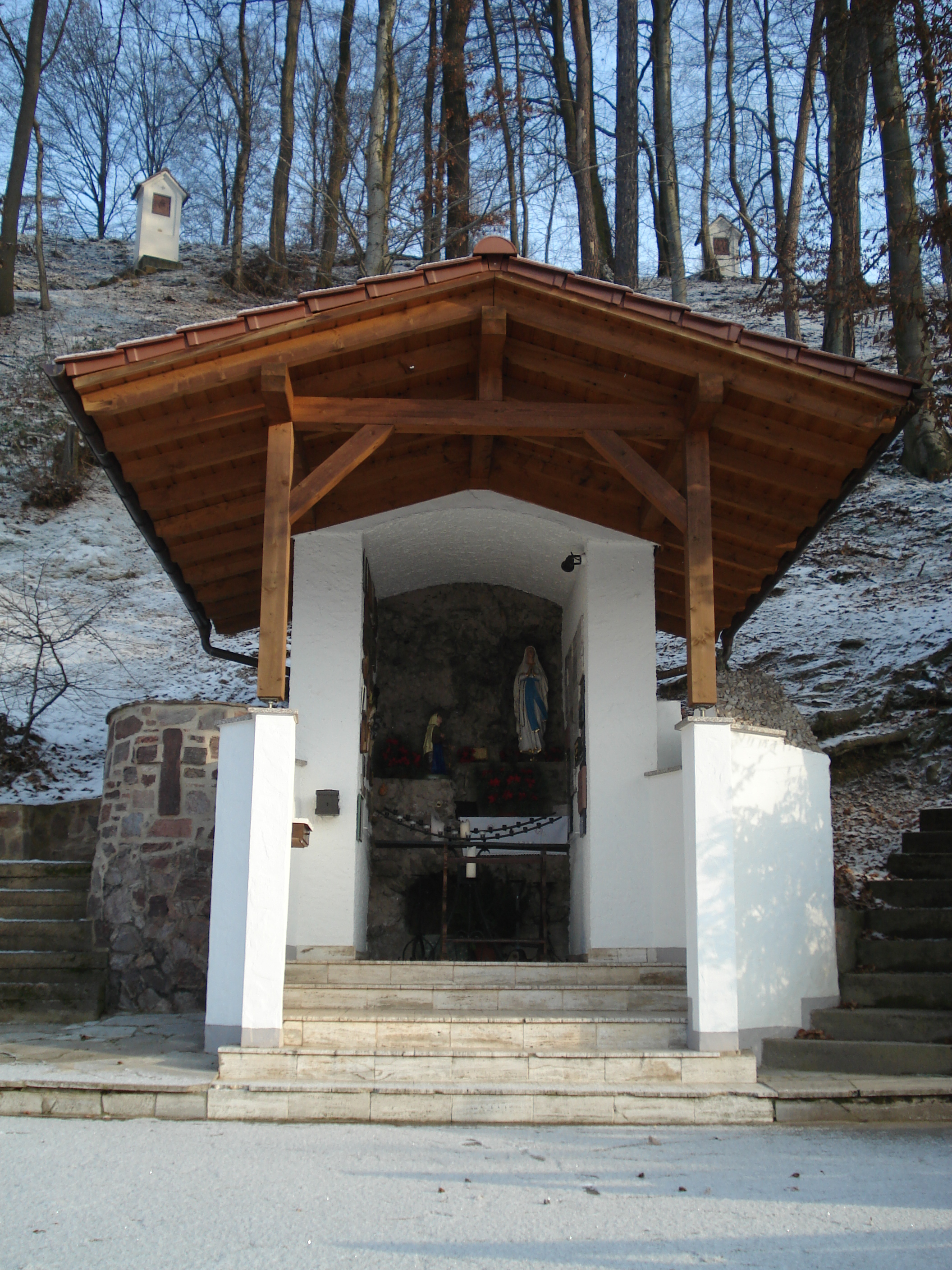
Die Lourdesgrotte in Hohl

Die Lourdesgrotte in Hohl nördlich des Dorfplatzes wurde 1926 an Maria Himmelfahrt geweiht. Der Schreiner Johannes Fath (* 1859; † 1940) aus Hohl hatte sie zum Dank dafür errichten lassen, dass er 1925 nach der Heimkehr von einer Wallfahrt nach Lourdes in Frankreich von seiner unheilbaren Tuberkulose geheilt war. Um diese Wallfahrt unternehmen zu können, hatte er zuvor seinen gesamten privaten Besitz verkauft. Im zu Ehren wurde auch eine Straße in Hohl als Johann Fath Straße benannt.
Jedes Jahr im Mai findet in Hohl das Grottenfest statt. Eröffnet wird dieses Samstagabends mit einer Lichterprozession von der Kirche zur Grotte. Sonntagsfrüh findet eine Kreuzwegandacht statt. Nach Ankunft der Pilgerprozession aus Gunzenbach schließt sich ein Hochamt vor der Grotte an. Der Wallfahrtstag klingt mit dem Abendgebet aus.
Auf einer Wiese am Dorfplatz vor der Grotte findet zusätzlich zum Grottenfest auch alljährlich die Hohler Kerb statt.